# Tairia Flowers
Tairia Flowers, född den 9 januari 1981 i Tucson, Arizona, är en amerikansk softbollspelare.
Hon tog OS-guld i samband med de olympiska softboll-turneringarna 2004 i Aten.
I Peking tog hon även OS-silver fyra år senare.